# 機龍警察
『機龍警察』（きりゅうけいさつ）は、月村了衛による小説。本稿では2010年に発表された同作及びそれを原作としたコミカライズ版と、以降に発表された『機龍警察 自爆条項』など続刊を含めた「機龍警察シリーズ」全体についても解説する。

## 概要
脚本家として活動してきた月村了衛にとって、初めての小説作品である。「至近未来」の日本を舞台に、新型近接戦闘兵器「龍機兵」を擁する警視庁特捜部の活躍を描いた小説である。警察組織内部の軋轢（）など部局割拠主義を描いた警察小説であるとともに、アクションなどを描いた冒険小説でもある。

## あらすじ
大量破壊兵器が衰退し、それに伴い、市街地戦を想定した近接戦闘兵器が急速に台頭した世界。警視庁は新型機甲兵装「龍機兵」を擁する「特捜部」（SIPD）を発足させた。警視庁特捜部は、専従捜査員として全国の警察組織から優秀な人材を引き抜くとともに、龍機兵の搭乗員として傭兵と契約するなど、異例の組織として発足した。その結果、警視庁特捜部は既存の警察組織から反感を買うことになり、大きな軋轢を引き起こしていた。そんな中、機甲兵装による地下鉄立て籠り事案が発生し、警視庁特捜部は警視庁警備部の特殊急襲部隊（SAT）と激しく対立することになる。
なお、続刊である『機龍警察 自爆条項』以降は、警察庁や警視庁といった警察組織だけでなく、内閣官房、外務省、経済産業省をも巻き込んだ壮大な事件が展開される。

## 登場人物

### 警察関係者

#### 警視庁
東京都公安委員会の管理の下で、東京都内の治安維持を担う都の機関。長は警視総監。

##### 特捜部

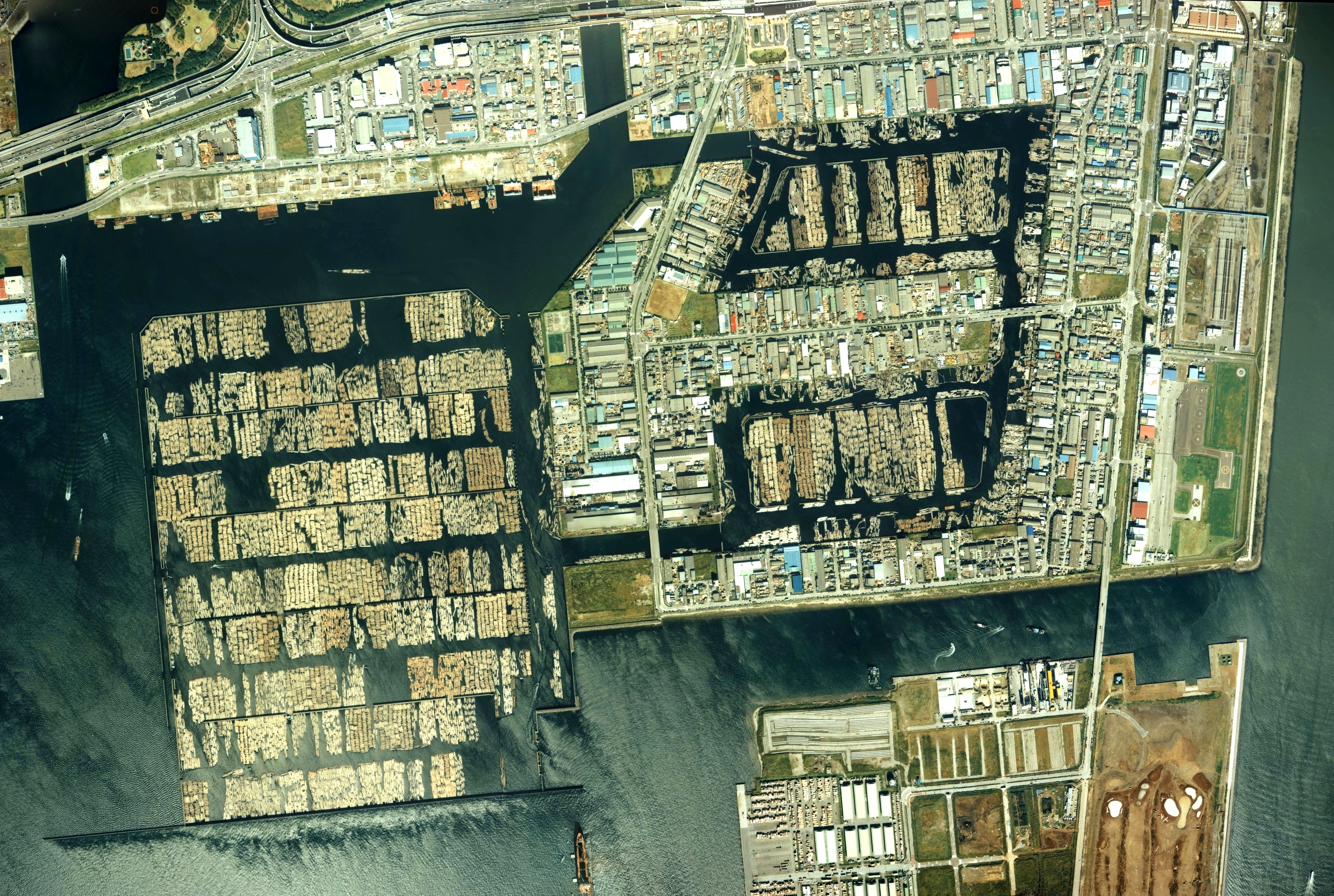
警視庁特捜部庁舎が所在すると設定されている東京都江東区新木場の航空写真。

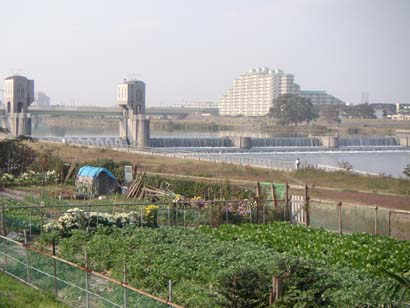
狛江事件の舞台となった宿河原堰堤

警察法、刑事訴訟法、警察官職務執行法の改正に伴い、警視庁に新設されたセクションである。かつて多摩川の宿河原堰堤にて機甲兵装による事件が発生した際、警視庁と神奈川県警察本部との縄張り争いの末に解決に失敗、大惨事となる悲劇が発生した。この「狛江事件」での悲劇を背景に、機甲兵装を擁する特殊部隊設置の機運が高まり、警視庁の下に設置されることになった。東京都江東区の警察施設が密集する一角に、専用の庁舎を構えている。「Special Investigators, Police Dragoon」の頭文字から、「SIPD」とも通称される。また、犯罪者などからは、俗に「機龍警察」とも呼ばれている。新型機甲兵装「龍機兵」の搭乗員として傭兵を迎え入れるなど、既存の警察組織の常識とは懸け離れた運営形態をとっている。そのため、日本の警察組織の中では疎まれる存在である。一方、日本国外からは、機甲兵装を擁する警察系特殊部隊として、フランスの国家憲兵隊治安介入部隊（GIGN）、ドイツの連邦警察特殊部隊（GSG-9）と並び評されるなど、その実力に注目が集まっている。
沖津 旬一郎（おきつ じゅんいちろう）
警視庁特捜部部長。階級は警視長。もともと外務官僚であったが、狛江事件を機に特捜部創設に動き、そのトップに就く。外務省入省後は在外公館に赴任していたとされるが、詳細な経歴は謎に包まれている。瀟洒（）な背広を着こなし、しゃれたデザインの眼鏡を愛用するなど、一見すると警察関係者には見えない伊達男である。モンテクリストを愛飲することから、特捜部の庁舎内は事実上喫煙が黙認されている。宮近が内部情報を上層部に報告していることも掴んでいるが、それも承知のうえで配下に置いている。
城木 貴彦（しろき たかひこ）
警視庁特捜部理事官。階級は警視。特捜部の次長ポストが空席のため、沖津の副官的存在を務める。宮近とは警察庁に同期入庁した盟友であり、宮近の娘からも慕われている。上質な背広が似合う、貴公子然とした男である。沖津に心酔している。宮近が姿ら突入要員と馴染もうとしないため、その態度に苦言を呈する。
宮近 浩二（みやちか こうじ）
警視庁特捜部理事官。階級は警視。城木とともに、沖津の副官的存在を務める。岳父は元上司であり、丸根が妻の義おじにあたるなど、姻族に警察関係者が多い。城木とは警察庁に同期入庁した盟友である。城木を高く評価しており、警察庁長官をも狙える器と評している。上質な背広を着こなすが、七三分けの典型的な官僚らしい容姿の男である。度々軋轢を起こす特捜部に対するお目付け役として、上層部より送り込まれた。しかし、警察組織内部で疎まれているセクションに配属されることになったため、他のキャリア仲間から自分だけが取り残されるのではないかと畏れを抱いている。上層部の意向に忠実すぎることに加え、現場の捜査員の苦労に対して無理解な発言をすることもあり、現場から反感を買うことも多い。一方で、姿が巻き込まれた特捜部員拉致事案が発生すると、神奈川県警察本部の部局割拠主義に基づく対応の鈍さに憤りを隠さないなど、ときに内に秘めている責任感と使命感が見え隠れする。この事案においては、姿を救出するため神奈川県警察本部に応援要員を出すよう直談判し、自ら川崎臨港警察署の捜査現場に乗り込むなど、仲間思いの一面も見せる。
姿 俊之（すがた としゆき）
警視庁特捜部付。階級は警部。未分類強化兵装「フィアボルグ」の搭乗員として、突入要員を務める。ブルゾンを愛用し、後ろに長く流した髪はほとんど白髪となっている。フリーランスの傭兵のため、日本人であるが日本国外での生活が長い。傭兵としての経歴は高く評価されており、特捜部の軍事顧問的な役割も果たす。国際傭兵仲介組織「ソルジャー・ネットワーク・サービス」でも目玉商品として扱われており、クライアントからのオファーが絶えない。ひょうひょうとした性格で、コーヒーを好む。
ユーリ・オズノフ
警視庁特捜部付。階級は警部。未分類強化兵装「バーゲスト」の搭乗員として、突入要員を務める。髪はブロンドで、背広を着こなし、黒の皮手袋を着用している。かつてはモスクワの警察官であった。冤罪により警察組織を追われ、以降はアジアの犯罪社会に身を沈めていた。その後、指名手配は取り消されたものの、名誉回復はなされていない。過去の経緯から、警察官僚に対して不信感を持っている。地下鉄立て籠もり事件においては、沖津が特捜部の機龍兵を温存するため敢えてSATに主導権を譲ったのではと疑問を感じ、沖津を信用しきれない。
ライザ・ラードナー
警視庁特捜部付。階級は警部。未分類強化兵装「バンシー」の搭乗員として、突入要員を務める。革ジャンにデニムを愛用し、髪は砂色に近いブロンドで、容姿端麗な女性だが陰鬱な雰囲気を漂わせている。かつてはアイルランド共和軍暫定派の流れをくむテロ集団「アイリッシュ・リパブリカン・フォース(IRF)」に所属し、「死神」の異名で知られるテロリストであった。ただし、指名手配されたことは一度もなく、逮捕歴もない。特捜部においては「ライザ・ラードナー」という偽名を名乗っており、本名は警察組織でも限られた者にしか知らされていない。
由起谷 志郎（ゆきたに しろう）
警視庁特捜部捜査主任。階級は警部補。山口県下関市出身。甘い優男のような外見である。岩井は叔父にあたる。若いころは荒れていたが、岩井の指導の下で立ち直り、岩井と同じく警察官の道を選んだ。慎重で堅実な性格で、若いが部下からも信頼されている。
夏川 大悟(なつかわ だいご)
警視庁特捜部捜査主任。階級は警部補。岩手県出身。角刈りで、典型的な警察官らしい風貌。柔道に秀でており、岩井の指導の下でオリンピック出場を目指した過去を持つ。猪突猛進な性格だが、学生時代の後輩からは慕われており、後輩が夏川の後を追って警視庁に入庁するほどである。
鈴石 緑（すずいし みどり）
警視庁特捜部技術主任。階級は警部補。学位は博士。眼鏡をかけている若い女性。IRFが起こしたテロ事件「チャリング・クロスの惨劇」に巻き込まれ、両親と兄を亡くしている。そのため、ライザをテロリストとみなし、彼女に複雑な感情を抱いている。

##### 警備部

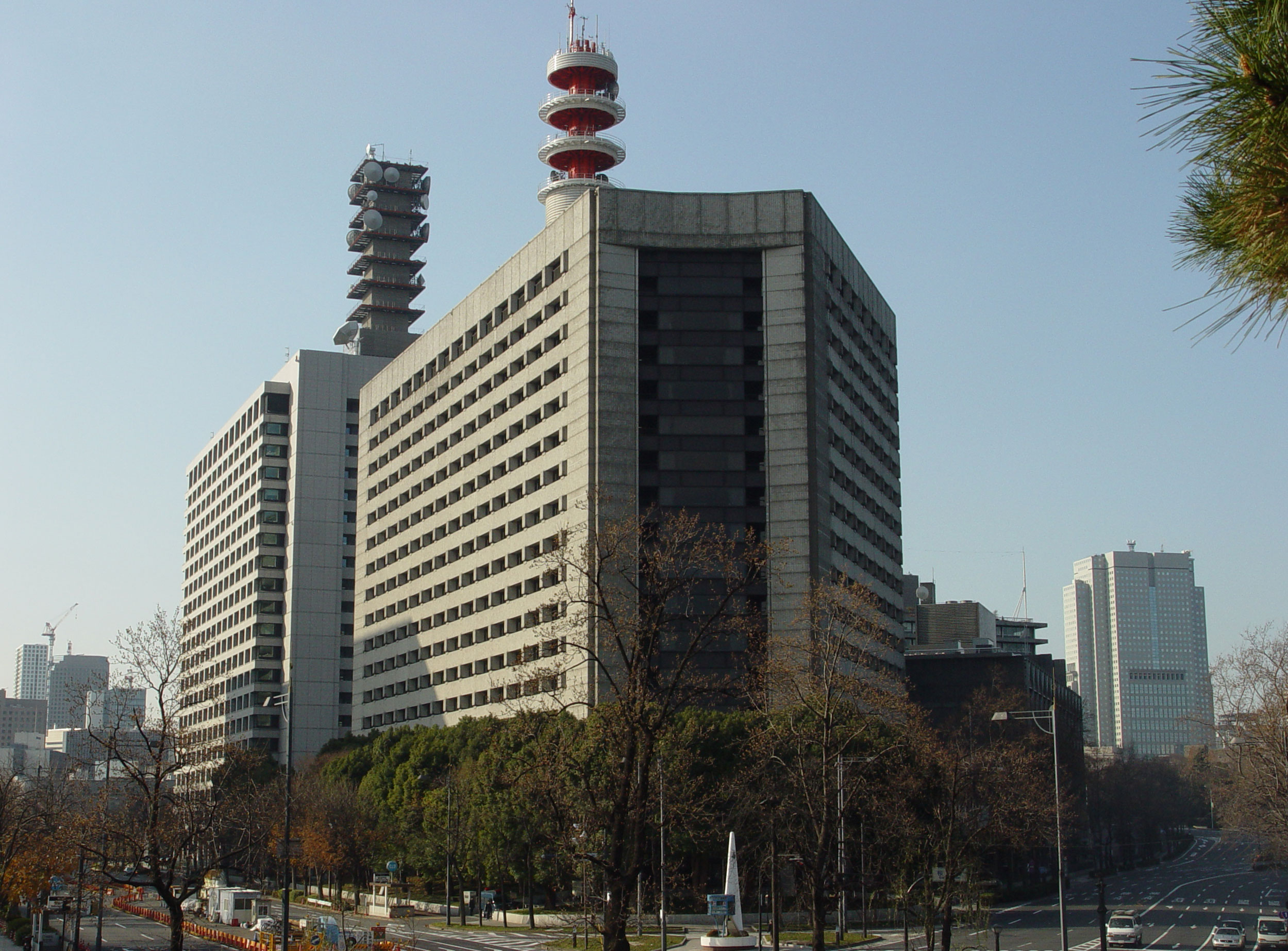
警視庁庁舎

傘下に機動隊や特殊急襲部隊（SAT）を擁する。SATにも第一種機甲兵装「ブラウニー」や第二種機甲兵装「ボガート」といった機甲兵装が配備されているが、特捜部の未分類強化兵装である龍機兵に比べるとその性能は劣る。特捜部に対する反感が極めて強く、SATと特捜部が現場の主導権を巡って対立することもしばしばである。しかし、警察組織に属する一般的な警察官の場合、新型の機甲兵装があるならSATに配備すべきと主張する者や、龍機兵の搭乗員は機動隊員など生え抜きの警察官から選抜すべきと考える者が多い。
酒田 盛一（さかた せいいち）
警視庁警備部部長。地下鉄立て籠もり事案の発生を知り、SATに出動を命じるとともに、佐野に現場での統括指揮を命じる。
佐野 満（さの みつる）
警視庁警備部次長。腹が出ており、鈍重そうな外見であるが、行動派である。特捜部の発足に際しては、その必要性に一定の理解を示して沖津を支持するなど、特捜部にとって数少ない理解者の一人である。一方で、特捜部に反感を持つ部下の心情を慮り、地下鉄立て籠もり事件では現場の主導権をSATに譲るよう沖津に対して持ちかける。その地下鉄立て籠もり事案では統括指揮を執ったが、責任を問われ降格処分となる。なお、警察組織内において、ライザの本名を知る数少ない人物の一人でもある。
広重 琢朗（ひろしげ たくろう）
警視庁警備部特殊急襲部隊隊長。階級は警視。特捜部に強い反発を示し、階級が上である沖津に対しても物怖じせず罵倒する。地下鉄立て籠もり事案では、SATで十分対応可能であり、特捜部の出番はないと主張した。その地下鉄立て籠もり事案の責任を取り、辞職する。
荒垣 義男（あらがき よしお）
警視庁警備部特殊急襲部隊突入第一班班長。髭を生やしている。オズノフが元警察官であることを見抜き、ロシア語で「イワーナ・ガルヂン・ゴルヂイ・ピョース」と声をかけた。その様子から、荒垣にはロシア連邦の警察官と交流した経験があるとユーリは推察していた。地下鉄立て籠もり事案においては、特捜部のユーリを仲間として認めたが、殉職する。

##### 警務部
警視庁に所属する警察官の教育、人事、監察などを担当する。特捜部に対する反感は根強く、功績を挙げても表彰や昇任の対象から除外しようと画策している。人事第一課の監察官は、特捜部の要員が不祥事を起こした場合は微罪でも摘発しようと待ち構えている。
岩井 信輔（いわい しんすけ）
警視庁警務部教養課係長。階級は警部。特捜部の由起谷は甥にあたる。荒んでいた由起谷を更生させようと尽力した。また、柔道指導室の首席師範を務めていた頃、夏川に柔道の才能を見出し、オリンピック出場を見据えた特別指導を行った。由起谷が特捜部を志願したことに失望を隠さず、由起谷や夏川に対して従来の警察組織のセクションに戻るよう勧める。

#### 神奈川県警察本部

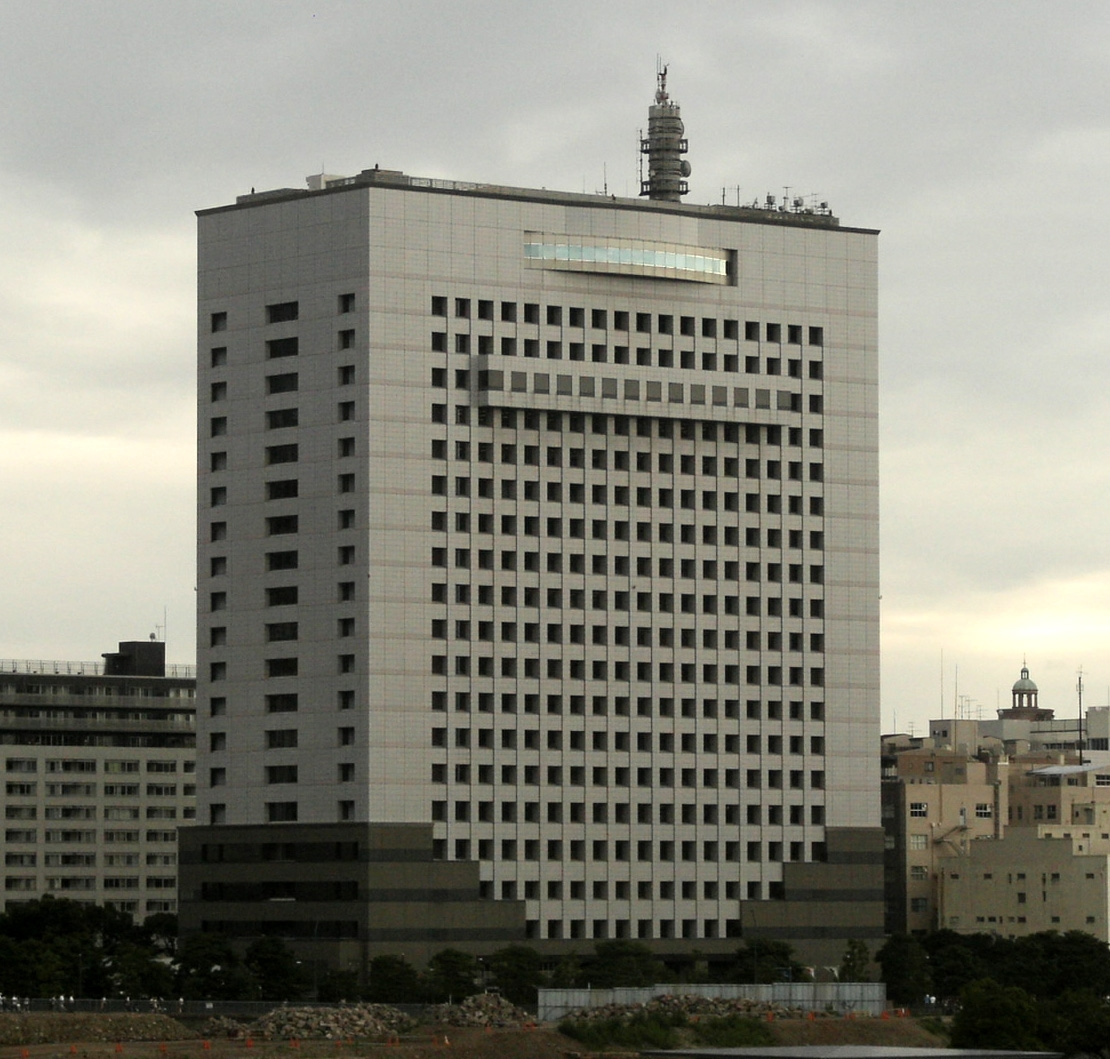
神奈川県警察本部庁舎

神奈川県公安委員会の管理の下で、神奈川県内の治安維持を担う県の機関。長は神奈川県警察本部長。
渡辺（わたなべ）
神奈川県警察本部本部長。特捜部員拉致事案に際し、三田の対応の鈍さに業を煮やした沖津により、警察電話で協力を直接依頼される。
三田（みた）
神奈川県警察本部刑事部部長。特捜部員拉致事案に際し、神奈川県警察本部の指揮担当者を務める。しかし、警察官が拉致された事案であるにもかかわらず、被害者が純粋な意味での警察官ではなく傭兵であることから警察官扱いせず、外部の者として扱った。沖津から対応状況について確認するよう警察電話で要請されるが、口を挟まれることに反発し、あくまでマニュアルどおりの対応であると反論した。

#### 警察庁

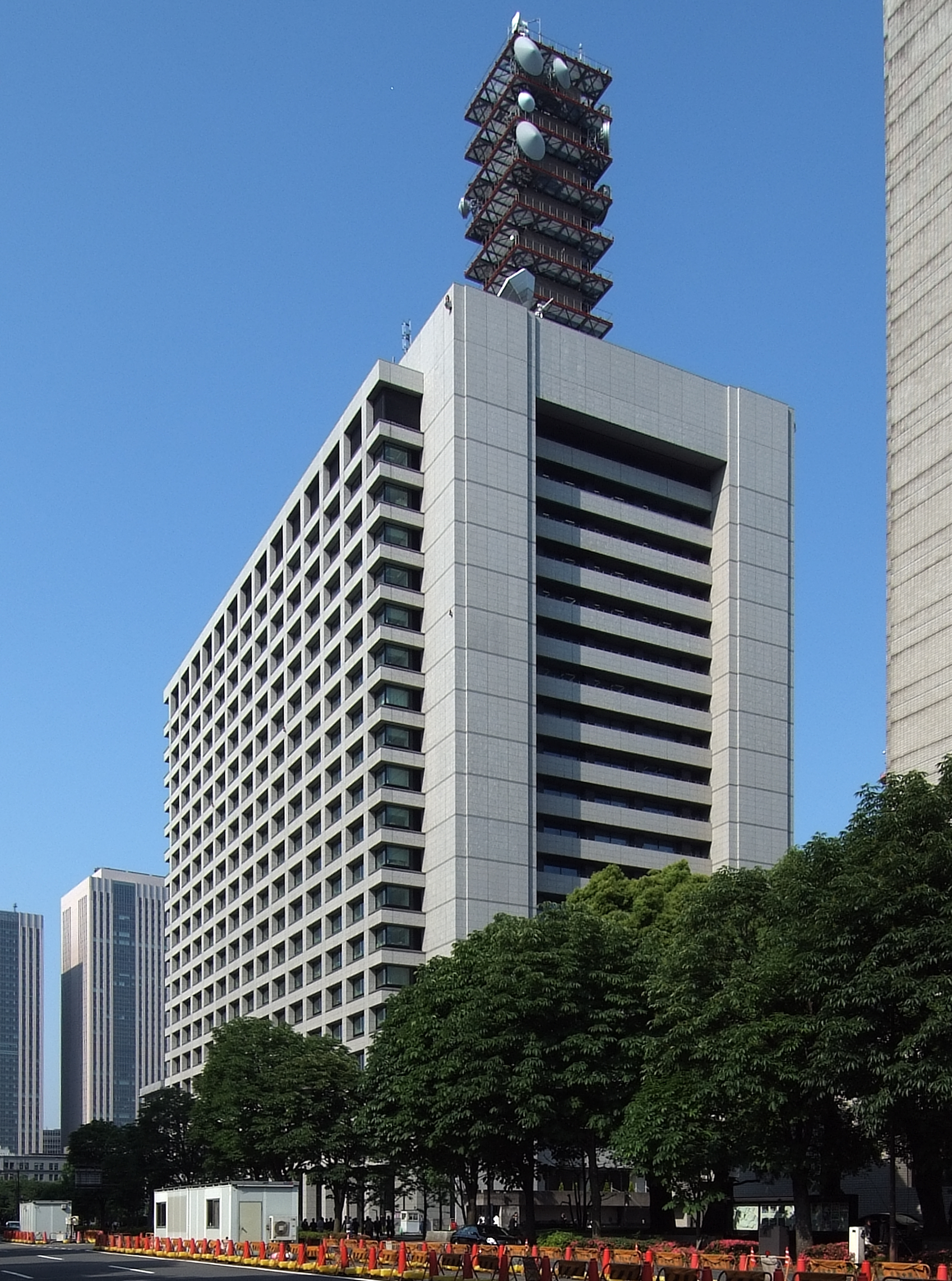
警察庁が所在する中央合同庁舎第二号館

国家公安委員会の下に置かれ、警察制度の企画立案や各都道府県警察本部との調整を担う国の機関。長は警察庁長官。自庁のキャリアを各都道府県警察本部に幹部として出向させており、全国の警察組織に対して強い影響力を持つ。城木や宮近も、警察庁に採用されたキャリア官僚である。特捜部の創設に際しては、都の機関である警視庁ではなく、国の機関である警察庁に設置すべきだとする意見も根強かったとされる。しかし、警察庁では実働部隊を運用することができないとの声が挙がり、最終的に警視庁に設置されるに至った。また、特捜部は警察庁ではなく警視庁に設置すべきと考えた沖津が、各方面にはたらきかけていたことも一因といわれている。
丸根（まるね）
警察庁長官官房総括審議官。宮近は妻の義甥にあたる。

#### 警察署
各警察署においても特捜部への反感は強く、特捜部入りを打診され断固拒否した捜査二課の刑事が警察官の鑑であると祭り上げられたり、特捜部の要員の身内と見られた人間が冷遇されるといった事態が発生している。
小山（こやま）
葛飾署の生活安全課に所属。夏川にとっては柔道部時代の後輩だった。夏川が特捜部入りしたことにより周囲の職員から職場いじめを受けるようになり、そのことで夏川、由起谷と喧嘩寸前の口論になるが、柔道を指導していた岩井に制止される。

### 敵対勢力

#### 『機龍警察』における敵対者
王 富國（ワン・フーグオ）
地下鉄立て籠り事案の実行犯のひとりで、姿とは傭兵時代の同僚。10代で弟とともに人民解放軍に志願し、第14集団軍を経て傭兵になった。弟が姿に心酔していたことから、姿に対して嫉妬のような感情を抱いていた。機甲兵装に伸縮式の鉄棍を装備させている。
王 富徳（ワン・フードゥ）
富國の弟で、地下鉄立て籠り事案の実行犯のひとり。元第13集団軍。出生届を出されなかった黒孩子であり、東ティモールで姿に救出されて以来心酔していた。
ナタウット・ワチャラクン
地下鉄立て籠り事案の実行犯のひとりで、元タイ陸軍。機甲兵装に幅広のダガーを装備させている。
クリストファー・ネヴィル
元Navy SEALsであり、姿と王兄弟が所属する傭兵部隊の指揮官をしていた。現在はフリーの犯罪者であり、あるクライアントから姿の身柄確保を依頼される。
ザック・カミンズ
ネヴィルの手下の一人。元アメリカ海兵隊。南部訛りの英語を話す粗暴な男で、筋肉増強剤を使用している可能性が高いなど、姿からは二流の兵士と見られた。
ベニート・アヤラ
ネヴィルの手下の一人。元第75レンジャー連隊。小柄で浅黒い肌をした無邪気な雰囲気の男。
ポール・ハットン
ネヴィルの手下の一人。元JTF-2。本名チャールズ・ペイン。しゃれた外見をした色男だが、優秀な狙撃手である。

#### 『自爆条項』における敵対者
キリアン・クイン
IRFの指導者のひとり。通称「詩人」。デリーの出身。トリニティ・カレッジ中退後に詩集『日の素描』でイェーツ賞を受賞し、『鉄路』を出版後テロリストとなる。ライザをテロリストとした張本人で、ライザの処刑およびイギリス高官の暗殺など複数の計画のために来日する。
イーファ・オドネル
IRF構成員のひとりで、通称「踊子」。少女時代から攻撃的な行動を繰り返し、その通称はクラブでUDAメンバーを暗殺したことから付いている。
ショーン・マクラグレン
IRF構成員のひとりで、通称「猟師」。90年代にはリアルIRAのメンバーとして活動しており、オマーの爆弾テロで悪名をあげた。ナイフでの暗殺を得意とする。
マシュー・フィッツギボンズ
IRF構成員のひとりで、通称「墓守」。血の日曜日事件時代以前から戦っている老テロリストであり、ライザのことを「裏切り者の家系」と蔑んでいる。

#### 『暗黒市場』における敵対者
アルセーニ・ゾロトフ
通称「影（ティエーニ）」。ロシアン・マフィアの最高位であるヴォル・ザ・コーネの一人。ユーリとは知古の関係。龍機兵に対抗しうる新型機甲兵装の密売に関わる。
イジャスラフ・ガムザ
ゾロトフの腹心兼用心棒。軍人として南オセチアやチェチェンで従軍した経験がある。
エドゥアルト・バララーエフ
元ロシア内務省組織犯罪対策総局密輸取締担当中佐。現在は機甲兵装などの武器取引、通称ルイナクの「支配人」である。
ブラギン
ルイナクの「副支配人」で、バララーエフの側近。元チェーカーと見られている。
但馬 修三（たじま しゅうぞう）
警察官崩れの武器商人。元警視庁組織犯罪対策部第四課主任。「キキモラ」の取引に関わる。
ヤコフ・スィロヴァトコ
ルイナクに監禁されていた構成員崩れ。元ザーパド大隊。「キキモラ」プレゼンの前座としてユーリと機甲兵装で戦う。
イサーク・パナマリョフ
ルイナクが用意した「キキモラ」のテストパイロット。元ヴォストーク大隊の精鋭。「キキモラ」にて柔道の技を使い、ヤコフよりも格上の実力者。

#### 『未亡旅団』における敵対者
カティア・イヴレワ
六本木で半グレ集団「帝都連合」に絡まれていたところを由起谷に助けられた少女。少女離れした格闘能力を持つほか、語学の才能にも優れる。その正体は女性だけで構成されたチェチェン系テロ組織「黒い未亡人」の未成年要員。
シーラ・ヴァヴィロワ
黒い未亡人の3人のリーダーのひとり。通称「砂の妻」。黒い未亡人の中では実質的な指導者であり、かつて教師だったが夫を殺害されて以降テロリストとなる。
ジナイーダ・ゼルナフスカヤ
黒い未亡人の3人のリーダーのひとり。通称「剣の妻」。シャミーリ・バサエフ直系の野戦部隊で訓練を受け格闘戦を得意とし、剣を肩に担いでいる。
ファティマ・クルバノワ
黒い未亡人の3人のリーダーのひとり。通称「風の妻」。マフィアの愛人だったことがあり、チェチェンの裏社会とコネクションがある。

#### 『狼眼殺手』における敵対者
エンダ・オフィーニー
元IRF構成員であり、IRF時代は通称「銀狼」。鈴石緑が家族を失った「チャリング・クロスの惨劇」の実行犯である。現在はマカオを中心に暗躍するフリーの暗殺者であり、ライザに対して執着を見せる。
阮 鴻偉（ユン・ホンウェイ）
「和義幇（）」の幹部で、エンダ・オフィーニーにより祖父を殺害されて以降、復讐に挑む。
白 景潤（バイ・ジンルン）
表向きは食品卸売業を営む香港の暗殺者集団「虎鯨公司（）」の取締役専務。刃がついたブーメランのような暗器を操る。
童 震(トン・ゼン)
「虎鯨公司」の最若手社員で、少年のような雰囲気の男。ワイヤーのついた鎌型ナイフのような暗器を操る。
張 軍（ジャン・ジュン）、邵 剛(シャオ・ガン)、厳 思成（ヤン・スーチョン）、石 常培（シー・チャンペイ）
「虎鯨公司」の社員たち。張軍が本部長で、邵剛が営業部長。

### その他
馮 志文（フォン・ジーウェン）
香港の実業界で有数の「馮グループ」の日本代理店「フォン・コーポレーション」のCEO。明瞭な日本語を話し、一見すると親しみやすい紳士のようだが、黒社会とのつながりがある馮一族の御曹司らしい剣呑な一面を見せる。
關 剣平（クワン・ジェンピン）
馮志文の第一秘書であり、香港黒社会「和義幇」の実質的な構成員。
ミリー・マクブレイド
ライザの妹。ピアノと歌が得意であり家庭ではムードメーカーだったが、機甲兵装に搭乗した警察官によるカトリック市民への無差別発砲事件、通称「アゲン」によって目の前で親戚一家が殺害されたことから失語症となり、後にIRFの爆弾テロによって死亡する。
この爆弾テロを実行したのがライザであり、妹を殺した自責の念からIRFを脱走するに至った。
メイヴ・マクハティ
ライザの学生時代の親友。「裏切り者の家系」と蔑まれたライザをなにかとかばっていたが、従兄弟であるブライアンに恋情を抱いていたようで、ライザと親しいブライアンがIRFに入隊し命を落としたことから、ブライアン同様IRFに接近していくライザと絶縁する。
ラヒム
中東の訓練キャンプでライザの教官だったゲリラ。彼女のテロリストとしての素質を見抜く。
ウィリアム・サザートン
イギリス外務英連邦省審議官。来日時にIRFのターゲットの一人となる。
バーナード・ナッシュ
サザートンの護衛でSASの隊員。敵対勢力に雇われていた姿とは馬が合わない。
アメディオ・バレンシアガ
ライザと中東の訓練キャンプで同級生だったETAのメンバー。訓練中にETA側の通報からスパイであることが判明し、ライザに儀式として処刑されてしまう。
ドミトリー・ダムチェンコ
モスクワ民警91分署刑事捜査分隊第一班班長を経て、現在は内務省犯罪捜査総局副局長。ユーリとは古い知り合い。
福本 寛一（ふくもと かんいち）
由起谷の高校時代の友人。親族が在日韓国人であり、母子家庭で育つ。

## 機甲兵装
機甲兵装（きこうへいそう）とは機龍警察シリーズに登場するロボットないしパワードスーツに相当する兵器群であり、大量破壊兵器の衰退、索敵技術や対抗技術の発達に伴い進化した市街戦想定の近接戦闘兵器である。警察においては「着用する得物」に由来する「キモノ」という隠語が用いられることもある。
ICU（Integrated Control Unit）という電子部品により動きをコンピューター制御しており、搭乗員はジョイスティックとペダルで状況に応じ動作プログラムを選択し操縦する。全高3.5mから4m前後の大型で無骨な機種が多いが、第一種機甲兵装「エインセル」は後ろ向きに登場する特殊なコクピット構造と搭乗者の身長制限により全高3.3mと第一種では群を抜いた小型化を、第二種機甲兵装「キキモラ」はマスタースレーブ方式を併用する事で小型化に加え龍機兵に準ずる柔軟な操縦性を実現している。
機甲兵装は最初期のコンセプトを受け継ぐベーシックな第一種、その発展世代機である第二種が主流であり、第三種は第一種、第二種から逸脱する機体全般を指し、極端な改造機やワンオフ機などが第三種に当たる。

### 龍機兵
龍機兵（ドラグーン）は警視庁特捜部が保有する機甲兵装であり、その極めて先進的な設計から第四種や第五種、あるいは全くの新世代機とも評される。多くの部品は従来の機甲兵装同様の既成品が用いられているが、システム部分に関しては開発者やその過程も含めすべて極秘となっており、整備もごく限られた内部のものに限られている。
一般に3.5m - 4m程度で武骨なシルエットをしている既存の機甲兵装に対し、龍機兵は3mほどと一回り小柄で、更により人間に近い形状をしている。
操縦方法はマスタースレーブ方式を取っており、この時点でも一般的なレバー操作を用いる第一種などよりも優れた操縦性を発揮するが、龍機兵は加えて、機体に搭載された龍骨（）と専任の操縦者の脊椎に埋め込まれた龍髭（）を量子的に接続することによるブレイン・マシン・インタフェース（BMI）を併用しており、従来の機甲兵装とは一線を画する極めて高い反応速度・運動性能を誇る。
また、専用スイッチと操縦者の「ドラグ・オン」という音声コードの同時入力により起動する、100％BMI操作の「アグリメント・モード」によって更に機動性と反応速度を高めることができるが、操縦者に対する負担も大きく増大する。
龍機兵の極めて高い開発技術は「5年先を行く」ものと評されているが、一部の研究機関では「龍骨」システムの雛形になりうる研究開発が進んでいることが判明しており、特捜部部長の沖津は龍機兵のアドバンテージが想定よりも早く失われる可能性を危惧している。
なお、機密保持の為搭乗員には敵対勢力による奪取や鹵獲の危険が迫った際に機体諸共の自爆が義務付けられており、それ故現役警察官を搭乗員にできず傭兵が雇用されたという経緯がある。

## シリーズとしての書誌情報
| # | タイトル                    | レーベル                               | 刊行年月日     | ISBN                                            | 備考                                                                       |
| - | --------------------------- | -------------------------------------- | -------------- | ----------------------------------------------- | -------------------------------------------------------------------------- |
| 1 | 『機龍警察』                | 早川書房〈ハヤカワ文庫〉               | 2010年3月19日  | 978-4-15-030993-0                               |                                                                            |
| 1 | 『機龍警察』完全版          | 早川書房〈ハヤカワ・ミステリワールド〉 | 2014年11月7日  | 978-4-15-209498-8                               | 加筆修正 著者による長篇自作解題追加 雑誌掲載のエッセイ・インタビュー等収録 |
| 1 | 『機龍警察』完全版          | 早川書房〈ハヤカワ文庫〉               | 2017年5月9日   | 978-4-15-031274-9                               | 加筆修正 著者による長篇自作解題追加 雑誌掲載のエッセイ・インタビュー等収録 |
| 2 | 『機龍警察 自爆条項』       | 早川書房〈ハヤカワ・ミステリワールド〉 | 2011年9月22日  | 978-4-15-209241-0                               |                                                                            |
| 2 | 『機龍警察 自爆条項』       | 早川書房〈ハヤカワ文庫〉               | 2012年8月8日   | 上巻：978-4-15-031075-2 下巻：978-4-15-031076-9 |                                                                            |
| 2 | 『機龍警察 自爆条項』完全版 | 早川書房〈ハヤカワ・ミステリワールド〉 | 2016年5月24日  | 978-4-15-209617-3                               | 大幅加筆 著者による短篇自作解題追加                                        |
| 2 | 『機龍警察 自爆条項』完全版 | 早川書房〈ハヤカワ文庫〉               | 2017年7月6日   | 上巻：978-4-15-031285-5 下巻：978-4-15-031286-2 | 大幅加筆 著者による短篇自作解題追加                                        |
| 3 | 『機龍警察 暗黒市場』       | 早川書房〈ハヤカワ・ミステリワールド〉 | 2012年9月21日  | 978-4-15-209321-9                               |                                                                            |
| 3 | 『機龍警察 暗黒市場』       | 早川書房〈ハヤカワ文庫〉               | 2020年12月3日  | 上巻：978-4-15-031459-0 下巻：978-4-15-031460-6 |                                                                            |
| 4 | 『機龍警察 未亡旅団』       | 早川書房〈ハヤカワ・ミステリワールド〉 | 2014年1月24日  | 978-4-15-209431-5                               |                                                                            |
| 4 | 『機龍警察 未亡旅団』       | 早川書房〈ハヤカワ文庫JA〉             | 2023年6月6日   | 978-4-15-031552-8                               |                                                                            |
| 5 | 『機龍警察 火宅』           | 早川書房〈ハヤカワ・ミステリワールド〉 | 2014年12月19日 | 978-4-15-209509-1                               | 短編8作収録                                                                |
| 5 | 『機龍警察 火宅』           | 早川書房〈ハヤカワ文庫JA〉             | 2018年8月7日   | 978-4-15-031338-8                               |                                                                            |
| 6 | 『機龍警察 狼眼殺手』       | 早川書房〈ハヤカワ・ミステリワールド〉 | 2017年9月7日   | 978-4-15-209709-5                               |                                                                            |
| 7 | 『機龍警察 白骨街道』       | 早川書房〈ハヤカワ・ミステリワールド〉 | 2021年8月18日  | 978-4-15-210045-0                               |                                                                            |

## コミカライズ版
『月刊ヤングマガジン』（講談社）にて2021年1号から12号まで連載。同誌のリニューアルにより、『ヤンマガWeb』（同）に移籍して、同年12月23日より連載されている。構成はフクダイクミ、漫画はイナベカズが担当。
- 原作：月村了衛、構成：フクダイクミ、漫画：イナベカズ 『機龍警察』 講談社〈ヤンマガKCスペシャル〉、既刊4巻（2023年1月19日現在）
  1. 2021年9月6日発売[69][66]、ISBN 978-4-06-524757-0
  2. 2021年12月20日発売[70]、ISBN 978-4-06-526161-3
  3. 2023年1月19日発売[71]、ISBN 978-4-06-530424-2
  4. 2023年1月19日発売[72]、ISBN 978-4-06-530425-9

## シリーズとしての賞歴
機龍警察 自爆条項
- 2012年 - 日本SF大賞[73]。
- 2012年 - 週刊文春ミステリーベスト10 9位。
- 2012年 - このミステリーがすごい! 9位。
- 2012年 - ミステリが読みたい! 12位。

機龍警察 暗黒市場
- 2013年 - 吉川英治文学新人賞[74]。
- 2013年 - このミステリーがすごい! 3位。
- 2013年 - ミステリが読みたい! 4位。

機龍警察 未亡旅団
- 2014年 - 週刊文春ミステリーベスト10 9位。
- 2015年 - このミステリーがすごい! 5位。
- 2015年 - ミステリが読みたい! 12位。

機龍警察 狼眼殺手
- 2017年 - 週刊文春ミステリーベスト10 4位。
- 2017年 - このミステリーがすごい! 3位。
- 2017年 - ミステリが読みたい! 1位。

機龍警察 白骨街道
- 2021年 - 週刊文春ミステリーベスト10 7位。
- 2021年 - このミステリーがすごい! 3位。
- 2021年 - ミステリが読みたい! 3位。

### 註釈
1. ↑  「義伯父」か「義叔父」かは不明。
2. ↑  「血の日曜日事件」の再来という意味。
3. 1 2 3  単行本のみの収録。
4. ↑  事実上の第1話である「Episode:0」は『ヤングマガジン』2021年第2・3合併号に掲載[66]。

## 関連人物
- 千街晶之